# Gong (együttes)
A Gong az ausztrál muzsikus, Daevid Allen által 1967-ben alapított progresszív/pszichedelikus rockegyüttes. Zenei stílusukat a space rockkal is szokták azonosítani. További figyelemre méltó tagok voltak még Allan Holdsworth, Tim Blake, Didier Malherbe, Pip Pyle, Gilli Smyth, Steve Hillage, Mike Howlett és Pierre Moerlen. Megfordultak még – bár rövidebb ideig – a Gongban olyan zenészek, mint Bill Bruford, Brian Davison és Chris Cutler.

## Történelem

### A korai évek
A Gong 1967-ben alakult, miután Allent – aki akkoriban a Soft Machine tagja volt – vízumproblémák miatt nem engedték vissza az Egyesült Királyságba.
Allen Franciaországban maradt, ahol ő és a Sorbonne londoni születésű professzora, Gilli Smyth létrehozta az együttes első inkarnációját. Ez a felállás, melyben Ziska Baum énekelt és Loren Standlee fuvolázott, szétesett az 1968-as diáklázadások során, ugyanis Allen és Smyth arra kényszerültek, hogy a Mallorcán lévő Deiára meneküljenek.

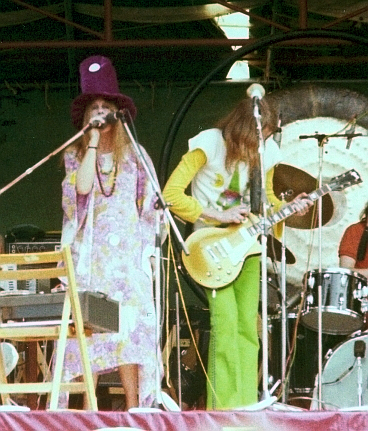
Gilli Smyth & Daevid Allen, 1974

Állítólag itt találtak rá a szaxofonista Didier Malherbe-re, aki egy barlangban lakott, mielőtt a filmrendező Jérôme Laperrousaz visszahívta az együttest Franciaországba, hogy felvegyék a Continental Circus című filmjének zenéjét. Ezt követően összejöttek Jean Karakosszal, az újonnan alapított franciaországi BYG kiadótól, és aláírtak egy több albumra szóló szerződést. (A Magick Brother, a Mystic Sister, a "Camembert Electrique" és Allen szólóalbuma, a Bananamoon is a BYG-nél jött ki).
A Gong fellépett a második glastonburyi fesztiválon, 1971 júniusában (műsoruk egy teljes oldalt kapott a fesztivált megörökítő, 3 LP-t tartalmazó válogatáson, később újrakeverve és -szerkesztve a Gas adta ki 2002-ben), amit egy őszi angliai turné követett. Ezután egyik első tettük az volt (1972 vége felé), hogy szerződést kötöttek a Virgin Records kiadóval, lehetőséget kapva a legjobb stúdió idő kiválasztására Mike Oldfield előtt. Ekkorra összejött egy normális felállás és a Gong felvette a Flying Teapot című albumot (1973 májusában jelent meg). Miután az együttes szerződést kötött a Virginnel, ennek leányvállalata, a Caroline Records adta ki Angliában a Camembert Electrique-et, megkésve, 1974. végén. 59 pennyt kértek érte (ez inkább a kislemezek ára volt, nem pedig egy albumé). Ezt a propagandafogást a Virgin korábban a Faust együttes egy albuma esetében is elkövette 1973-ban. Ezek az albumok a borzasztóan alacsony ár miatt nagy mennyiségben keltek el, azonban az árazás módja nerm tette lehetővé, hogy a listákra kerüljenek, pustán a vásárlókat bátorították arra, hogy a következő albumokat már teljes áron is megvegyék.

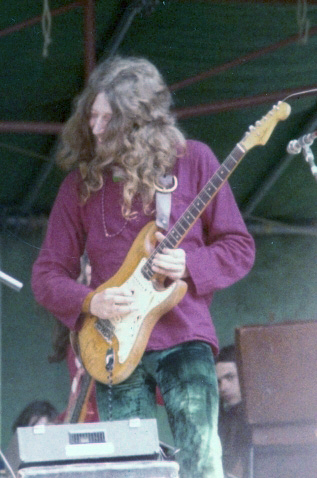
Steve Hillage, 1974

### A Radio Gnome trilógia
1973. és 1974. között a Gong, – a gitáros Steve Hillage révén gyarapodva – kiadta legismertebb alkotását, a Radio Gnome trilógiát, három lemezt (Flying Teapot, Angel's Egg és You), amely kifejtette a Gong-mitológiát, amelyre addig inkább csak utalások történtek. 1974 második felében, nagyjából négy hónapig Bill Bruford dobolt az együttesben. Egy cheltenhami koncert alkalmával, 1975-ben, Allen visszautasította a színpadra lépést, mondván, hogy egy "energiafal" visszatartja őt, majd ezt követően elhagyta a zenekart. Ugyancsak elment Smyth is, aki több időt akart tölteni két gyermekével, és a szintetizátor-varázsló Tim Blake, aki egy hónappal korábban lépett ki. Mindez a "klasszikus" felállás végét jelentette. Az együttes tovább folytatta a munkát, turnézott az Egyesült Királyságban 1975 novemberében (ezt dokumentálja a 2005-ben megjelent Live in Sherwood Forest '75), és dolgozott a harmadik albumán, a Shamal-on. Hillage – aki Allen távozása óta az együttes tényleges vezetője volt – és társa, Miquette Giraudy – aki Smyth-t váltotta 1974 végén – ugyancsak távozott mielőtt a Shamal 1976 elején megjelent. Egy 1977-es, párizsi élő koncert erejéig később újra összejött az együttes.

### A Pierre Moerlen's Gong és egyéb elágazások
A dobos Pierre Moerlen hagyta magát meggyőzni a Virgin kiadótól, hogy hozza össze újra a Gongot, afféle társ-vezetőjeként Malherbe-nek (aki közben eltöltött egy kis időt a francia kortárs együttes, a Les Percussions De Strasbourg tagjai között), majd, 1975-től, fokozatosan átvette az együttes vezetőjének szerepét. Mikor Malherbe, az egyetlen megmaradt alapító tag, 1977-ben végleg távozott, Moerlen egy új, ütősökre épülő felállást hozott össze az amerikai basszista Hansford Rowe, valamint az ütőhangszereken játszó Mireille Bauer és Benoit Moerlen társaságában. A félreértéseket elkerülendő, eleinte Gong-Expresso, majd – 1978-tól – Pierre Moerlen's Gong néven szerepeltek.
Allen ennek ellenére folytatta a Gong-mitológia fejlesztését a hetvenes évek végétől egészen a kilencvenes évekig, úgy szóló munkáiban, mint más együttesek, például a Euterpe, a Planet Gong(ez utóbbi Allent és Smyth-t tartalmazta, valamint a brit fesztivál-együttest, a Here & Now-t) és a New York Gong (Allennel, valamint olyan zenészekkel, akik később Material néven váltak ismertté), miközben Smyth különálló együttest hozott létre Mother Gong név alatt, mely Spanyolországban és Angliában turnézott. Allen élvezte az együttesek ilyesfajta burjánzását, sőt elősegítette ezt, járta a világot és működő, Gonghoz kapcsolódó együtteseket hagyott maga mögött.

### Újra-egyesülések és az Acid Mothers Gong
Miután a nyolcvanas évek javát szülőhazájában, Ausztráliában töltötte, Allen 1988-ban visszatért Angliába egy új, Invisible Opera Company of Tibet projekttel, melyben olyanok szerepeltek, mint Harry Williamson, a hegedűs Graham Clark, valamint Didier Malherbe. Ez GongMaison névbe ment át, majd 1992-től ismét a Gong nevet használták. Ekkorra az eredeti dobos, Pip Pyle is csatlakozott hozzájuk. Az együttes kiadta a Shapeshifter című albumot (később Radio Gnome part 4 néven is emlegették), majd sűrű turnézásba fogott. 1994-ben, Londonban a Gong megünnepelte 25. születésnapját, egy fellépéssel egybekötve, amelyen a "klasszikus" felállás többsége szerepelt, beleértve a visszatérő Gilli Smyth-t és Mike Howlettet. Ez alapozta meg "Classic Gong" együttest, amely világ körüli turnén vett részt 1996-tól 2001-ig, és 2000-ben megjelentette a Zero to Infinity albumot, amelyen szerepelt Allen, Smyth, Howlett és Malherbe, valamint új tagokként Theo Travis és Chris Taylor is.
Mindezek ellenére 2003-ra egy radikálisan új összetétel jött létre Acid Mothers Gong néven, magában foglalva az Acid Mothers Temple tagját, Kawabata Makotót és a University Of Errors gitárosát, Josh Pollockot. Allen és Smyth fia Orlando Allen dobolt az Acid Motherhood albumon, de az együttes legtöbb élő fellépésén a Ruins dobosa, Tatsuya Yoshida játszott.
Miközben a "klasszikus" Gong-felállás 2001-ben befejezte a rendszeres turnézást, azóta is előfordult néhány egyszeri alkalomra szóló összeállás. Ezek közül a legismertebb a "Gong Family Unconvention" (Uncon), melyek közül a legelsőt 2004-ben tartották Glastonburyben. A 2005-ös Uncon kétnapos esemény volt és részt vett rajta néhány, a Gonghoz kapcsolódó együttes is, mint például a Here and Now, a System 7, a House of Thandoy és a Kangaroo Moon. A legutóbbi Uncon már háromnapos volt, Melkwegben, Amszterdamban tartották 2006. november 3. és 5. között. Ezen gyakorlatilag az összes Gonghoz köthető együttes fellépett: a klasszikus Gong (Allen, Smyth, Malherbe, Hillage, Blake és Howlett, valamint Miquette Giraudy, Chris Taylor és Theo Travis), a System 7, a Steve Hillage Band, a Hadouk, Tim Blake & Jean-Philippe Rykiel, a University of Errors, a Here & Now, a Mother Gong, a Zorch, az Eat Static, az Acid Mothers Gong, a Slack Baba, a Kangaroo Moon és sokan mások. Az események mindegyikét Thom the Poet konferálta.
2007 novemberében Daevid Allen egy koncertsorozaton vett részt Brazíliában a Daevid Allen and Gong Global Family Gong-inkarnációval (Daevid Allen énekelt és gitározott; Josh Pollock gitáron játszott, megafonon és ütősökön; Fred Barley dobon és ütősökön; Fabio Golfetti gitáron; basszusgitáron Gabriel Costa; Marcelo Ringel pedig fuvolázott és tenorszaxofonon játszott), valamint másik, University of Errors együttesével (Allen, Josh Pollock, Michael Clare, Fred Barley). Az előadások november 21-én és 22-én voltak Sao Paulóban, továbbá november 24-én San Carlosban. Sao Paoulóban egy stúdióban a zenészek néhány új számot is rögzítettek. A november 21-i koncertről Angliában egy DVD és egy CD is megjelent.
A Gong 2008 júniusában két koncertet adott Londonban. Allen, Smyth, Hillage, Giraudy, Howlett, Taylor és Travis szerepeltek a fellépéseken. Ezzel a felállással jelent meg 2009-ben a 2032 című album, amit egy bemutató turné is követett. Felléptek a Glastonbury, a Big Chill, a Beautiful Days és a Lounge on the Farm fesztiválokon is.
2010 szeptemberében a Gong négy koncertet adott az Egyesült Királyságban Allen, Smyth, Hillage, Giraudy, Sturt, Taylor és Ian East részvételével. A fellépéseken Nik Turner Space Ritual együttese támogatta őket.

## Mitológia

### Flying Teapot (1973): Radio Gnome Trilogy, Part 1

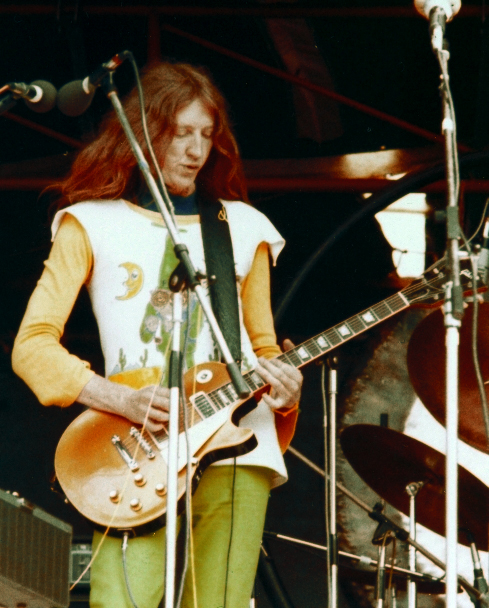
Daevid Allen, 1974.

A Gong mitológiája visszatérő figurák, témák és ötletek gyűjteménye, amelyek áthatották Daevid Allen és a Gong albumait és – kisebb mértékben – Steve Hillage korai munkáit. A történet Allen 1966 húsvétján, teliholdkor észlelt látomásán alapul, mikor is – mint elmondta – meglátta a jövőjét. Ezt a mitológiát érinti a Gong összes korai albuma, de központi témává csak a "Radio Gnome" trilógiától válik (1973-1974).
A sztori a Flying Teapot (1973) című albumon kezdődik, mikor Mista T Being, egy egyiptológus disznófarm-tulajdonos megvásárol egy „varázs-fülbevalót” egy „antik teafőző utcai árustól és teacímke-gyűjtőtől”, akit Fred the Fish-nek hívnak. A fülbevaló képes üzeneteket fogni a Gong planétáról, a Radio Gnome Invisible kalózrádió útján. Being és Fish elindulnak a „hymnalayas” (sic!) felé, Tibetbe, ahol találkoznak a „great beer yogi”-val (nagy sör jógi), Banana Anandá-val egy barlangban. Ananda elénekli a „Banana Nirvana Mañana” című dalt és berúg az ausztrál Foster's sörtől.
A sztori azon a valós élményen alapul, mikor az együttes tagjai, Daevid Allen és Gilli Smyth Mallorcán, egy barlangban találkoztak a zenekar szaxofonistájával, Didier Malherbe-bel.
Mindeközben a mitológia központi alakja, Zero the Hero a mindennapi életben forog, neki gyakran van látomása a Charing Cross Roadon. Arra kényszerül, hogy hősöket keressen és elkezdi imádni a Cock Pot Pixie-t, egyikét a Gongról származó Pot Head Pixie-knek. Ezek a tündérek zöld színűek, propeller van a fejükön és körbe-körbe röpködnek teáskannákban.
Zerót hamarosan egy macska zavarja meg, amelynek felajánlja fish and chipsét (hal és sült krumpli). A macska valójában a Good Witch (Jóságos Boszorkány) Yoni, aki egy bájitalt ad Zerónak. Ezzel ér véget a Radio Gnome trilógia első lemeze.

### Angel's Egg (1973): Radio Gnome Trilogy, Part 2
A második album, az Angel's Egg (1973) azzal indul, hogy Zero álomba zuhan a bájital hatására és az űrben lebegve találja magát. Miután véletlenül megijeszti a Captain Capricorn – Bak kapitány nevű űrpilótát, Zeró rátalál a Gong bolygóra, és eltölt egy kis időt egy örömlánnyal, aki bemutatja a Selene Hold-istennőnek.
Zero (drogok által kiváltott) utazása folytatódik a Gong planétán és a Pot Head tündérek elmagyarázzák neki, hogy működnek a repülő teafőzőik (a módszert Gliddingnek, siklásnak nevezik). Majd ezt követően a One Invisible Temple of Gongba (a Gong Láthatatlan Templomába) kerül.
A templomban Zerónak megmutatják az Angel's Egget (Angyaltojást), a 32 Octave Doctors (32 Oktávos Doktorok) fizikai megtestesülését (aki a Great God Cell – Nagy Istencella leszármazottja). Az Angel's Egg a varázsszemű mandala, amely az együttes sok borítóján megtalálható. Egyben egyfajta visszaforgató telep a Pot Head tündérek számára.
Egy nagy terv körvonalazódik Zero számára. Ez nem más, mint a Great Melting Feast of Freeks (Őrültek Nagy Olvadt Lakomája), amit Zerónak meg kell szerveznie a Földön. Mikor mindenki élvezi a lakomát, ami egy hatalmas, globális koncert, a Switch Doctor (Octave Doctor földi helytartója, aki Banana Ananda barlangjához közel lakik, egy „potheadquarter”-ben, amit Invisible Opera Company of Tibetnek – C.O.I.T. – hívnak és a Bananamoon Observatoryn keresztül minden részletet továbbít a Gong együttesnek) bekapcsolja minden résztvevő harmadik szemét, és bevezeti egy Új Földi Korszakba (New Age on Earth).

### You (1974): Radio Gnome Trilogy, Part 3
A harmadik folytatásban, a You-ban (1974), Zerónak vissza kell térnie az utazásról. Megkérdezi Hiram the Master Buildertől (Hiram Építőmester), hogyan lehetne megkonstruálni vízióját és felépíteni saját Invisible Temple (Láthatatlan Templom) építményét. Amint ez megtörtént, Zero megállapítja, hogy meg kell szerveznie a Great Melting Feast of Freeks ünnepélyt Isle of Everywhere-en (Mindenhol Sziget), Balin.
Jól zajlik az esemény és a Switch Doctor mindenki harmadik szemét bekapcsolja, Zeróé kivételével. Nincs mit tenni, Zerónak maradnak a földi gyönyörök, a gyümölcstorta.
Zero kimarad a teljes "harmadik szem" élményből és létezését kénytelen a születés és halál körforgásában folytatni, lassan közeledve az Angel's Egghez, és ez az egész – bizonyos szempontból – hasonlít a buddhista reinkarnációhoz.

### Shapeshifter (1992)
A negyedik epizódban, a Shapeshifter (1992) című albumon, Zero találkozik egy városi sámánnal, aki beleegyezik, hogy eljuttatja Zerót a következő tudatszintre, azzal a feltétellel, hogy Zero kilenc hónapot eltölt egy repülőgépen, tetszése szerint utazgatva, de nem használhat pénzt és nem ehet mást, csak a repülőgépen felszolgált ételt. Zero végül titokzatos körülmények között meghal Ausztráliában.

### Zero to Infinity (2000)
A folytatásban, a Zero to Infinity (2000) albumon, Zero szelleme tűnik fel, amint élvezi a test nélküli, virtuális létezést. Ennek során egy android-szferoid-Zeroid lesz belőle. Egy „gongalope”-nak nevezett furcsa állat segítségével megtanulja, hogy a világ összes bölcsessége benne lakozik, valamint gyakorolja a Lafta jógát és a teakészítést. Végül eggyé válik egy Láthatatlan Templommal (Invisible Temple) és jól szórakozik.

### 2032 (2009)
A történet vége a 2032 című albumon hallható. A címet adó évszám arra az időpontra utal, mely Allen szerint meghatározó az emberiség megvilágosodása szempontjából. A Gong most inkább szolgáltató, egyfajta digitális portál az emberiség számára és folyamatosan küszködik a jelenkori élet problémáival. Az album jól van összerakva, a legtöbb szám Allen keze alól került ki, bár a borítón feltűnik Steve Hillage neve is az alapító Didier Malherbe, valamint a viszonylag új tagok, a szaxofonista Theo Travis és a dobos Chris Taylor neve mellett. A stílus a régi pszichedelikus rockra emlékeztet, de tartalmaz funkos és rapes elemeket is.

### Következtetés
Mint látjuk, a mitológia nem a legkomolyabb. A sztori jelentős része valamilyen módon a tea készítésével és fogyasztásával kapcsolatos (talán utalva a gombateára, bár a tea szó hosszú időn át a kannabiszra is vonatkozott, különösen a negyvenes és ötvenes években). A történet hősei mögött gyakran felismerhetőek az együttes tagjai, vagy azok álnevei.

## Diszkográfia

### Stúdió albumok
- 1969: Magick Brother
- 1971: Camembert Electrique
- 1971: Continental Circus
- 1971: Obsolete (Dashiell Hedayattal)
- 1973: Flying Teapot (Radio Gnome trilogy, part 1)
- 1973: Angel's Egg (Radio Gnome trilogy, part 2)
- 1974: You (Radio Gnome trilogy, part 3)
- 1975: Shamal (a producere Nick Mason volt a Pink Floydból)
- 1980: About Time (mint New York Gong)
- 1989: Gong Maison (Gong Maison)
- 1992: Shapeshifter
- 1996: The Peel Sessions 1971-1974
- 2000: Zero to Infinity
- 2001: Live to Infinity (angliai élő album)
- 2003: The World of Daevid Allen and Gong (3 CD-s válogatás, szinte mindent tartalmaz a trilógiáról és a korábbi albumokról)
- 2004: Acid Motherhood
- 2009: 2032

### Mother Gong albumok
- 1979: Fairy Tales
- 1981: Robot Woman
- 1982: Robot Woman 2
- 1986: Robot Woman 3
- 1988: Fish In The Sky
- 1990: The Owl And The Tree (Daevid Allennel)
- 1991: Wild Child
- 1993: She Made The World Magenta
- 1994: Eye
- 1994: Tree In Fish
- 2005: I Am Your Egg

### Pierre Moerlen's Gong albums
- 1977: Gazeuse!, ismerjük Expresso-ként is
- 1978: Expresso II
- 1979: Downwind
- 1979: Time is the Key
- 1980: Pierre Moerlen's Gong: Live
- 1981: Leave It Open
- 1986: Breakthrough
- 1988: Second Wind
- 1998: Full Circle Live '88
- 2004: Pentanine

### Élő albumok
- 1971: Glastonbury Fayre (ennek a tripla albumnak az egyik oldalán a Gong is közreműködött)
- 1973: Greasy Truckers Live at Dingwalls Dance Hall
- 1977: Gong est mort, vive Gong! (francia élő album)
- 1977: Gong Live Etc (angliai élő album)
- 1977: Floating Anarchy Live (Planet Gongként)
- 1990: Live At Sheffield '74
- 1990: Live au Bataclan 1973
- 1992: Live 1991 (Mother Gongként)
- 1993: Live On T.V. 1990
- 1995: 25th Birthday Party
- 1995: Live Floating Anarchy 1991
- 1995: The Peel Sessions 1971/1974
- 2001: Live 2 Infinitea (angliai élő album)
- 2005: I Am Your Egg (Mother Gong)
- 2006: Acid Mothers Gong Live Tokyo
- 2007: Mothergong O Amsterdam (Mother Gong)

### Válogatások
- 1987: Wingful of Eyes
- 1995: The Best Of Gong
- 1997: The Very Best Of Gong
- 1998: Best Of Mother Gong
- 2003: The World of Daevid Allen and Gong (3 CD-s válogatás, tartalmazza szinte a teljes Radio Gnome trilogiát és néhány korábbi album számait)

## Egyéb olvasnivalók
- Allen, Daevid. Gong Dreaming 1 (SAF Publishing) ISBN 0-946719-82-9
- Allen, Daevid. Gong Dreaming 2 (SAF Publishing) ISBN 978-0-946719-56-3
- Brown, Brian. "Gong: Angel's Egg", (Crawdaddy!) 2008. március 26.

## Külső hivatkozások
- A Gong hivatalos honlapja
- Archiv fényképek a Gongról, a Mother Gongról, Steve Hillage-ről, Nik Turnerről, a Here & Now-ról, a Hawkwindról és több fesztiválról
- Gong Archiválva 2011. július 16-i dátummal a Wayback Machine-ben a Calyx-on, a "Canterbury website"-on
- "Not Just Another Gong Website" Archiválva 2015. február 23-i dátummal a Wayback Machine-ben

## Fordítás
- Ez a szócikk részben vagy egészben  a   Gong (band) című angol Wikipédia-szócikk ezen változatának fordításán alapul.  Az eredeti cikk szerkesztőit annak laptörténete sorolja fel. Ez a jelzés csupán a megfogalmazás eredetét és a szerzői jogokat jelzi, nem szolgál a cikkben szereplő információk forrásmegjelöléseként.